# Džamija Sagrdžije Murge u Tuzli
Džamija Sagrdžije Murge ili Sagrdžijan džamija, Bijela džamija, nekadašnja džamija u Tuzli. Po njoj je nazvana mahala u Tuzli, jer su mahale u Tuzli dobile imena po vjerskim objektima jer su nastale uz njih. Džamija se prvi put spominje u vrelima 1600. godine. Osnivač mahale džamiju je sagradio prije 1600. godine, a o osnivači Sagrdžiji Murgi se ne zna gotovo ništa, tek da je jedan od važnijih vakifa u Tuzli. Mala džamija po kojoj se prozvala mahala nalazila se u ulici 6. bosanske brigade. Poslije rata otpisana je u državnu imovinu a zbog proširenja ceste i navodnog pucanja zidova srušena je 1957. godine.
Mala džamija bila je dimenzija 7 metara x 7 metara. Ukupna površina skupa s pratećim dijelom koji je obuhvaćala iznosila je 140 m2. Bila je mjestom klanjanja noćnih namaza a do 1956. i teravih namaza tijekom ramazana. Groblje je bilo površine 555 m2. Nišani su nestali tijekom vremena. Minaret je bio od kamena. Kamen i džamija bili su ožbukani u bijelo zbog čega je dobila ime Bijela. U trijemu su bili lijepo izvedeni stubovi. Obnovljena je 1891. Hadži Husein-beg Zaimović, što se vidi iz natpisa nad ulazom. Po tome se zna da je ovdje i prije postojala ili džamija ili mesdžid, vremenom dotrajali (dotrajao), zbog čega je bila potreba za gradnju nove. Otkako ju je Zaimović obnovio, od tad nosi i ime Bijela džamija.